# لینکلن (شهرستان اوسکئولا، میشیگان)
لینکلن (به انگلیسی: Lincoln Township) یک منطقهٔ مسکونی در ایالات متحده آمریکا است که در شهرستان اوسکئولا، میشیگان واقع شده‌است.
 لینکلن ۹۱٫۸ کیلومتر مربع مساحت و ۱٬۶۲۹ نفر جمعیت دارد و ۳۳۵ متر بالاتر از سطح دریا واقع شده‌است.